# Ernst Bunke
Ernst Wilhelm Otto Eduard Bunke (* 31. März 1866 in Obischau, Kreis Namslau, Schlesien, heute Polen; † 30. Januar 1944 in Berlin) war ein deutscher evangelischer Theologe, Pastor und Schriftsteller.

## Leben
Der Sohn eines Lehrers aus Schlesien studierte nach dem Besuch des Gymnasiums in Wohlau evangelische Theologie an der Universität Breslau von 1884 bis 1887. Danach nahm er eine Stelle als Hauslehrer in Heinrichau im Bezirk Breslau an. Er wechselte 1888 als Praktikant/Lehrer an die Schule des Rauhen Hauses in Hamburg. Im folgenden Jahr kam er seiner Militärdienstpflicht in einem Infanterie-Regiment in Tübingen nach.
Als Pfarr-Vikar wurde er in schlesischen evangelischen Kirchgemeinden zum praktischen Theologen ausgebildet, im niederschlesischen Glatz sowie oberschlesischen Lipine, und im Jahre 1890 wurde er ordiniert sowie ab August 1891 Pastor in Münsterberg. Dort gründete er eine Familie. Im Jahre 1900 wurde Pastor Bunke Hausgeistlicher/Pfarrer im Amalienhaus mit angeschlossener christlichen Haushaltsschule unter Gesamtleitung einer evangelischen Oberin in Charlottenburg.

### Arbeit in der Berliner Stadtmission
Bunke wurde 1902 als Pastor und Inspektor der Berliner Stadtmission berufen und übte im Vorstand des 1877 gegründeten Verein zugleich die satzungsgemäße Position eines Schriftführers unter dem Vorstandsvorsitzenden Adolf Stoecker bis zu dessen Tod aus. Zu seinen Aufgaben als Missions-Inspektor zählte der Besuch von Berliner evangelischen Kirchengemeinden, denen Stadtmissionare zur Unterstützung zugewiesen wurden. Überdies wurde er zunächst bis 1912 Herausgeber und Redakteur der von Stoecker begründeten evangelischen Zeitung für Kirchengemeinden „Die Reformation“, welche mit ihrer Nummer 1 unter dem Herausgeber Pastor Ernst Bunke in Berlin am 6. April 1902 erschien. Bereits in der Probenummer, gedruckt anlässlich des Jubiläums der Berliner Stadtmission am 9. März 1902, hatte Bunke den ordentlicher Professor für Systematische Theologie an der Universität Berlin, Reinhold Seeberg, gewonnen. Mitgearbeitet haben in den folgenden Ausgaben weitere evangelische Theologen u. a. Otto Dibelius, Otto Haendler, Walter Kähler, Gerhard Tolzien, Ernst Vits und Otto Zänker.
Nach einem Druckereiwechsel im Jahre 1906 wurde die Kirchenzeitung Reformation in der stadtmissionseigenen Vaterländischen Verlags- und Kunstanstalt gedruckt. Infolge der Inflation wurde das Blatt zeitweilig eingestellt und im 23. Jahrgang von Bunke zusammen mit dem Theologen Wilhelm Philipps bis zu dessen Tod 1933 gemeinsam herausgegeben.

### Freundschaft mit Samuel Keller
Im Mai 1899 nahm Bunke an einer Veranstaltung des Evangelisten und Theologen Samuel Keller in der Stadtkirche von Strehlen teil. Beide wurden Freunde. Bunke verschaffte nach seiner Übersiedlung in die Hauptstadt im Jahre 1900 Möglichkeiten für Keller, Evangelisationsversammlungen nicht nur in Kirchen Berlins durchzuführen, sondern auch an ungewöhnlichen Orten, beispielsweise im Stammhaus des Circus Busch.

### Direktor des Berliner Johannisstiftes
Bunke war von 1912 bis 1925 Direktor des Berliner Johannisstifts.
Neben seiner hauptamtlichen Position als Vorsteher des Johannisstiftes war er nebenberuflich unter anderem tätig als
- Vorsitzender der „Konferenz der deutschen evangelischen Diakonenanstalten“ (1923–1927)
- Vorsitzender des deutschen Diakonenverbandes / deutsche Diakonenschaft (1923–1926).

Sein Nachfolger in der Leitung des Berliner Johannisstiftes wurde der Theologe Helmuth Schreiner.
Nach seiner Pensionierung wurde er im Berliner Telefonbuch Amtliches Fernsprechbuch für Berlin als „Bunke, Ernst Pastor i. R., Schriftsteller“ geführt.
Im Anschriftenverzeichnis der Berliner Stadtmission mit Stand vom 1. März 1927 ist Bunke erneut als Vorstandsmitglied unter dem seit 1917 amtierenden Vorsitzenden Pastor Philipps aufgeführt und seine damalige Wohnanschrift mit Friedrich-Karl-Ufer 6 im Nordwesten Berlins genannt.

## Korrespondenz
Bunke pflegte rege Beziehungen per Brief wie auch persönlich. Zu ihnen gehörten der Theologe Martin Kähler, der Dichter Karl Ernst Knodt und der Hallenser Kirchenhistoriker Friedrich Loofs
Anlässlich des 50-jährigen Jubiläums seiner Ordination am 29. Oktober 1940 gratulierte ihm das Berliner Konsistorium, wofür sich Bunke bedankte.

## Familie
Der Lehrer Hermann Konrad Bunke, geboren am 5. Juli 1841 in Groß Wartenberg, Sohn des Landpolizisten Gottlieb Bunke, war der Vater des evangelischen Theologen. Bunkes Eltern waren jahrelang in Strehlen wohnhaft und der junge Pastor Bunke besuchte sie dort, als er in der evangelischen Kirchengemeinde der Nachbarstadt Münsterberg wirkte.
Ernst Bunke war in erster Ehe mit Elisabeth, geborene Henning, verheiratet. Ihr Sohn, Hermann, ältestes von mehreren gemeinsamen Kindern, wurde am 30. März 1895 in Münsterberg geboren und wirkte zuletzt in Berlin-Spandau als evangelischer Pfarrer. Ein weiterer Sohn, Adolf Bunke (* 1904), wurde nach einem Jurastudium Rechtsanwalt in Glogau und gehörte als Mitglied der Bekennenden Kirche dem schlesischen Provinzialbruderrat an Rechtsanwalt Bunke wurde in der Zeit des Nationalsozialismus in Deutschland aus politischen Gründen, insbesondere wegen des Eintretens für einen „nichtarischen“ Pfarrer, in „Schutzhaft“ genommen und Anfang Januar 1937 in das KZ Lichtenburg bei Torgau eingeliefert. Seine Entlassung war mit der Auflage verbunden, nicht nach Schlesien zurückzukehren. Einen neuen Lebensmittelpunkt fand er in einem Gutshaus im ostpreußischen Blöstau bei Königsberg. Dort versteckten Bunkes Sohn und die Schwiegertochter Frieda Bunke eine jüdische Frau und deren Tochter, Herta und Evelyn Goldstein (* 1938), aus Berlin. Beide erhielten dafür 1959 den Ehrentitel Gerechter unter den Völkern.

## Kriegsopfer
Am 30. Januar 1944 starb Ernst Bunke kurz vor Vollendung seines 78. Lebensjahres, als er mit seiner zweiten Ehefrau Auguste, geborene Matz (1883–1944), durch einen Luftangriff über seinem Wohnviertel in Berlin-Charlottenburg verschüttet wurde. Ehrenamtlich wirkte er zuvor an Gottesdiensten der örtlichen Stadtmission u. a. am Standort Charlottenburg mit. Vom kommissarischen Leiter v. Bahrfeldt wurde der Pastor i. R. für Inspektionen in den Einrichtungen der Berliner Stadtmission innerhalb und auch außerhalb Berlins zeitweilig eingesetzt. Überdies war der Ruheständler „verantwortlicher Redakteur“ der Zeitschrift Die Stadtmission, die vom Verein für Berliner Stadtmission herausgegeben wurde.
Er fand auf dem Alten Luisenstädtischen Friedhof am Südstern im Berliner Ortsteil Kreuzberg zusammen mit seiner Lebensgefährtin die letzte Ruhestätte. Die Trauerfeier wurde in der Kirche am Südstern am 12. Februar 1944 gehalten.

## Schriften (Auswahl)
Von Bunke erschienen u. a.:
- Kirchliche Evangelisation im Geiste der Inneren Mission, Hamburg 1898.
- Der Lehrstreit über die Kindertaufe in der lutherischen Kirche. Ein Beitrag zur Beurteilung der jetzigen Gemeinschaftsbewegung, 1900.
- Vater Jänicke. Ein Zeuge des Glaubens, der durch die Liebe thätig ist, Berlin 1900.
- Glaube an den Herrn Jesum Christum[30], Breslau 1901.
- Adolf Stoecker und die Angriffe seiner Gegner im Lichte der Wahrheit. Von einem Nichtpolitiker, Berlin 1901[31]
- Erinnerungen an Adolf Stoecker, Berlin 1909.
- Vater Bodelschwingh. Blätter der Erinnerung, 1910.
- Innerkirchliche Evangelisation[32] Gütersloh 1914.
- Die Volksmission in der Provinz, Vaterländische Verlags- und Kunstanstalt, 1920.
- Für die Freiheit der Kirche, Berlin 1924.
- Bericht über die Vaterländische Verlags- und Kunstanstalt, 1927.[33]
- Was jedermann von der neuen Kirchenverfassung wissen muss[34]
- Die männliche Diakonie seit Wichern. Ein Überblick über ihre Geschichte, 1929.

Außerdem gab Bunke die biographische Reihe Menschen, die den Ruf vernahmen im Brunnen-Verlag mit heraus, in der bedeutende Persönlichkeiten des deutschen und internationalen Protestantismus gewürdigt wurden. Persönlich verfasste er unter anderem die Reihentitel:
- Samuel Keller. Gottes Werk und Werkzeug, 1937 (Band 15).[35]
- Adolf Stoecker. Ein deutscher Prophet, 1938 (Band 22).
- Johann Hinrich Wichern. Der Vater der Inneren Mission, 1938.
- August Hermann Francke. Der Mann des Glaubens und der Liebe, 1939[36]
- Charles Haddon Spurgeon. Prediger von Gottes Gnaden, 1939.
- Curt von Knobelsdorff. Der Herold des Blauen Kreuzes, 1940.[37]

## Herausgeber (Auswahl)
- Homiletisches Handbuch zu den neuen gottesdienstlichen Lektionen der preußischen Landeskirche, als Ernst Bunke Pastor/Pfarrer in Münsterberg war[38], Berlin 1898/99[39]

## Zeitschriftenbeiträge (Auswahl)
- Vom darbystischen Sauerteig[40]
- Rezension des Buches von Dryander: Das Leben des Apostels Paulus [in Predigten ausgelegt][41]
- Rezension Heraus aus der Kirchennot von Martin Schian[42]

## Bildnisse
- Ein Porträt-Foto von Ernst Bunke mit Vollbart ist abgebildet in der von Walter Thieme herausgegebenen Jubiläumsschrift der Berliner Stadtmission 50 Arbeitsjahre im Dienste des Glaubens und der Liebe.[43]
- Fotocollage zum 75. Jubiläum des Johannesstifts 1933 [Ernst Bunke 2. von links] in Bräutigam, Helmut: Das Evangelische Johannesstift. Eine Zeitreise in Bildern, ISBN 978-3-88981-306-0; Seite 48